# Championnat de France Nationale 2 de tennis de table 1987-1988
Navigation
Nationale 2 1986-1987 Nationale 2 1988-1989
| \| US Kremlin Bicêtre Levallois SC TT Angers SAG Cestas TT Pontoise Saint-Berthevin Mondeville Caen TTC Femmes ASPTT Lille Métropole Lys Lez Lannoy CP Évreux \| Localisation des clubs engagés dans le championnat. |
| US Kremlin Bicêtre Levallois SC TT Angers SAG Cestas TT Pontoise Saint-Berthevin Mondeville Caen TTC Femmes ASPTT Lille Métropole Lys Lez Lannoy CP Évreux                                                           |

## Championnat Masculin

### Poule A
| Cl | Équipes             | Pts |
| -- | ------------------- | --- |
| 1  | Élan Chevilly-Larue | 36  |
| 2  | SAG Cestas TT       | 28  |
| 3  | AC Valenciennes     | 25  |
| 4  | Amiens STT          | 25  |
| 5  | VGA Saint-Maur 2    | 24  |
| 6  | CTT Élancourt       | 21  |
| 7  | USM Vire            | 20  |
| 8  | Antony Sports       | 13  |

## Championnat Féminin

### Poule A
| Cl | Équipes              | Pts |
| -- | -------------------- | --- |
| 1  | AL Eysines           | 36  |
| 2  | AL Bruz              | 32  |
| 3  | AS Salbris           | 27  |
| 4  | ASPC Nimes           | 22  |
| 5  | US Kremlin Bicêtre 2 | 21  |
| 6  | ASPTT Valenciennes   | 20  |
| 7  | ASPC Rouen           | 20  |
| 8  | USEG Dieppe          | 13  |

## Source
- Quotidien Sud-Ouest, édition du lundi 14 mars 1988